# Сонінке
Соні́нке́ або сарако́лє́ (інші назви — саракулє́, саравулє́; для позначення субетносів — тубакаї, вакоре́, гад'яґа, асвані́к, діава́ра́, марка́, мара́ка́ тощо) — народ групи мандінґо в Західній Африці, переважно у Малі.

## Походження етнонімусонінке

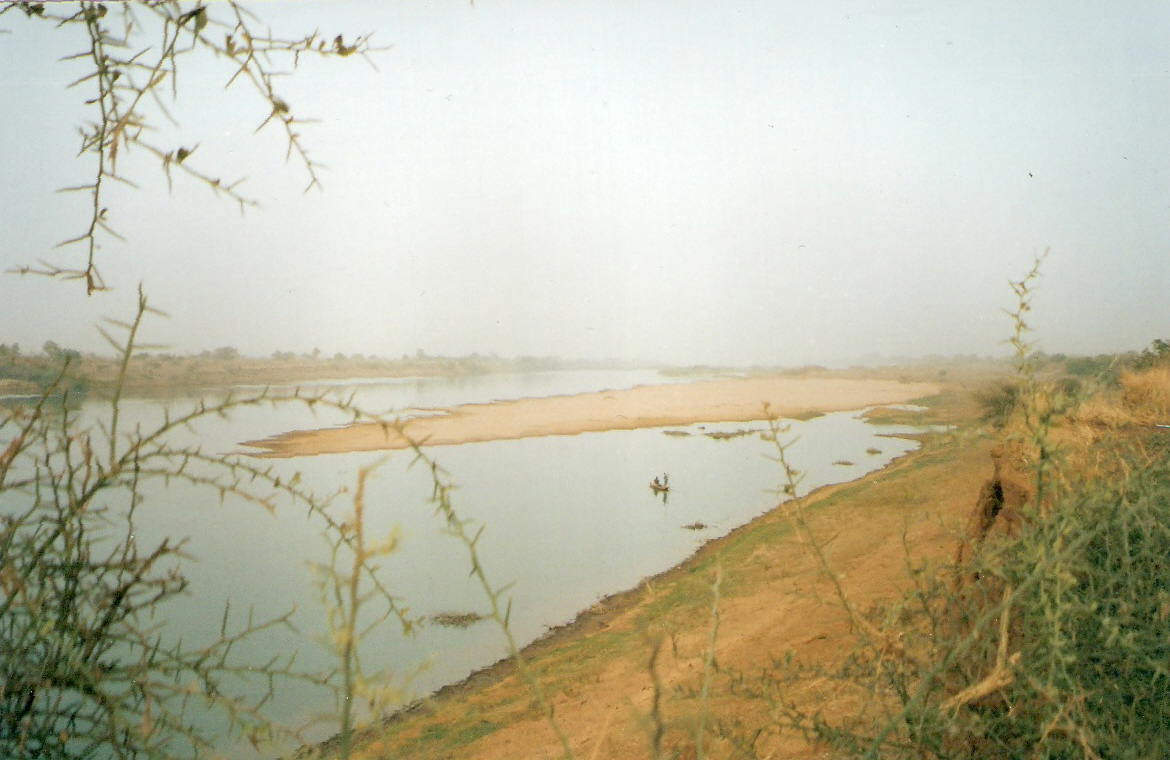
Верхів'я Сенеґалу, біля с. Драманé (Кайєс, Малі) — місце проживання сонінке

На даний час не існує певності у думках вчених з приводу походження етноніму «сонінке».
Найвірогіднішою є теорія, яка здається фантастичною, але вона підтверджується лінґвістичними дослідженнями і знаходить підтримку в родовій пам'яті народу сонінке. Згідно з цією теорією ім'я сонінке́ походить від давньої назви народу сонан (sonan), що в свою чергу, апелює до Ассуан (Assouan) — назви міста й місцевості в Нубії (сучасний Єгипет); начебто від цього і утворилися сонанко (sonanko), ассуанко (assouanko) або сонінко (soninko, множина). Таким чином, ця теорія є ще одним доказом на підтвердження походження сонінке з району Північного Сходу Африки.

## Територія проживання і чисельність
Сонінке живуть здебільшого в межах середньовічної держави Гана — у верхів'ї річки Сенеґал (північ Малі і Сенегал).
Приблизно 2/3 усіх сонінке живуть у Малі — місцевостях Кайєс (Kayes), Єлімане (Yelimane), Нйьоро (Nioro) і Нара (Nara), решта — у прикордонні Малі з Сенегалом (між Матамом і Бакелем) та Мавританією (район Гідімаха); окремі групи сонінке осіли у Гамбії, Гвінеї-Бісау, Буркіна-Фасо, Кот-д'Івуарі тощо.
Доволі чисельна діаспора сонінке живе у Парижі та його околицях (Франція).
Загальна чисельність сонінке — понад 1,1 млн осіб, із них у Малі 0,7 млн осіб, у Сенегалі — 150 тис. осіб, ще до 100 тис. осіб у Кот-д'Івуарі та Буркіна-Фасо, 50 тис. осіб у Гамбії, 30 тис. осіб у Мавританії, менші чисельно групи в інших країнах регіону.

## Мова, субетноси і релігія

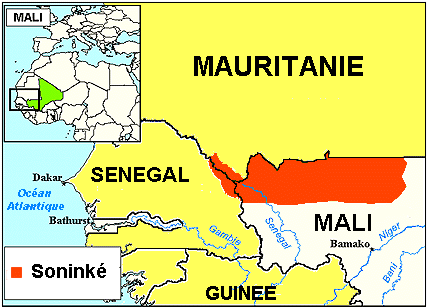
Розселення сонінке на мапі Західної Африки

Сонінке розмовляють мовою сараколє́ (або сонінке); самі сонінке називають її сонінканкхане (soninkanxaane), яка належить до північно-західої гілки підгрупи манде групи мов ніґер-конґо ніґеро-кордофанської мовної сім'ї.
В мові сараколє досить сильне діалектне членування, що відповідає племінному (субетнічному) розподілу, і має історичне підґрунтя.
Виділяють наступні субетноси зі своїми діалектами:
- аджер (adjer) — тривалий час знаходилися під впливом маврів;
- кінбака (kinbakka);
- хенкенна (xenqenna).

Окремими групами, що живуть серед сонінке і розмовляють мовою сараколє, проте мають власну етнічну самоідентичність, є:
- діаварра (diawara) — мають власну історичну традицію (держава у XIV—XIX ст.чт.) і зараз розселені на південь від області Каарта (налічується 125 тис. чоловік, 1993 рік);
- марка (або марака, marka/maraka) — походять з середовища середньовічних купців.

Писемність мови сараколє — на латинській ґрафічній основі. Першою писемною мовою сонінке була арабська. Зараз мовою сараколє ведеться радіо- і телемовлення, видаються книги, вона представлена в Інтернеті.
Мовці сараколє часто є білінґвами і трилінґвами (бамбара, рідше мови фульбе і французька як друга-третя).
За віросповіданням сонінке — майже цілком мусульмани-суніти; дуже незначна частка християн.

## Історія

### Рання етнічна історія до встановлення влади у державі Гана
Згідно з усною традицією, яку до наших днів зберегли гріоти, своє походження сонінке виводять з півночі, території сучасної Алжирської Сахари. Однак науковці твердять, що походити сонінке можуть навіть з регіону, ще віддаленішого на північний схід, — Нубії.

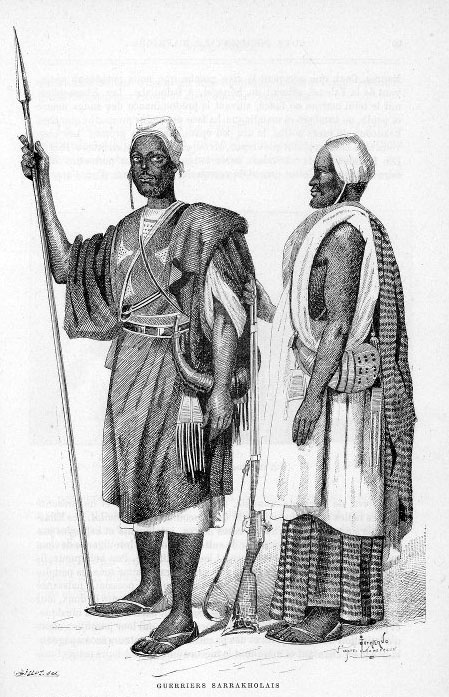
Воїни сонінке, з франц. видання Côte occidentale d'Afrique, 1890

Вважається, що племінний союз сонінке вже існував щонайменше у VI столітті. Відомо, що до 750 року сонінке мігрували на територію сучасної Мавританії, де заснували міцне утворення Ваґаду́ (зараз ця місцевість має назву Ваґадуґу), яке і стало прототипом Імперії Гана — першої централізованої і структурованої держави у Західному Судані.
Близько 790 року правитель Ваґаду Каямаґа повалив серерську династію Гани і заснував нову столицю держави — місто Кумбі (сучасне містечко Кумбі-Сале Koumbi Saleh біля міста Ніоро у Малі). Відтоді починається піднесення держави Гана-Ваґаду, яку деякі історики і етнографи схильні називати Імперією Гана.

## «Золота доба» імперії Гана-Ваґаду (ІХ-ХІ століття)
Основна стаття — Гана (Середньовічна)
Про Імперію Гана ми можемо судити не лише з усної традиції гріотів сонінке, а й з деяких письмових джерел, зокрема, свідчень арабського географа Аль-Бакрі́ (1068 рік).
Імперія Гана являла собою структуроване аристократичне суспільство на чолі з правителем, влада якого була обмежена родовою знаттю. Доволі значним був клас вільних чоловіків куралемме(kuralemme) — землеробів, а під час війни воїнів. Саме знать, воїни і ще радники манґу (mangu) складали суспільну групу вільних чоловіків хоро (hooro). 

Імперія Гана-Ваґаду на карті народів регіону

Наступними у ієрархії середньовічної Гани були відносно вільні ремісники накхамала (naxamala), тобто ковалі, каменярі, теслі і шевці, до них примикали співці джару (jaroo). Нарешті, останню соціальну групу в Імперії Гана, в якій існувало рабство, складали підневільні служники комо (komo), які працювали на господарів (переважно раби з підкорених народів-сусідів).
Імперія Гана була досить централізованою державою. Без дозволу центру — Кумбі-Сале окремі регіони — Текрур, Соссо, Манде́ не мали права чинити суд і вирішувати питання миру і війни, торгувати тощо. Іншими значними осередками Гани середньовічної були Коронґа Koronga та Ґумбу Goumbou. І хоча вчені і досі сперечаються про розміри імперії, відомо, що вона включала у свій склад землі інших народів регіону (бамбара, фулані, касонке, малінке тощо).
У 1077 році держава Ваґаду — Ґана впала під натиском берберів, що спричинило дисперсне розселення сонінке по всьому Західному Судану.

### Сонінке у наступні століття і до наших днів
Хоча держава Гана існувала до початку ХІІІ століття, сонінке втрачають панівний статус у регіоні. Саме в цей час соціально-політичне життя сонінке обмежується сільською общиною, формуються основні субетноси народу. Також із цього часу сонінке активно навертаються до ісламу, сприйнявши його одними з перших у регіоні. Пізніше, сонінке входили у склад державних утворень інших народів регіону, зокрема, держави малінке Малі у ХІІІ-XV століттях, держави сонгаїв Сонгаї у XVI столітті. Нарикінці XVI століття сонінке зазнали нашестя військ Марокканського султанату, а протягом XVII—XIX століть перебували у сфері впливу держави бамбара Сеґу.

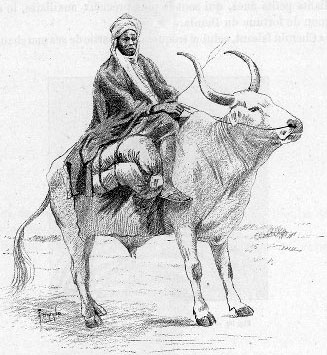
Сонінке-погонич, з франц. видання Côte occidentale d'Afrique, 1890

З середини (остаточно наприкінці) XIX століття сонінке, як і решта Малі, були колонізовані Францією і увійшли до володінь Французька Західна Африка. Населення Малі вело постійну боротьбу проти колонізаторів, зокрема найбільше повстання, в тому числі підтримане і сонінке, сталося у 1915—1916 роки. У 1960 році — так званому «році Африки» Малі, як і більшість країн регіону, отримала незалежність. Еміграція сонінке тепер уже до колишньої метрополії Франції особливо посилилася після військового перевороту у Малі 1968 року. На сьогодні сонінке становлять найчисельнішу етнічну групу африканців у Франції. Але їдуть у пошуках роботи чоловіки сонінке і в інші африканські країни (Конґо, Ґабон тощо).

## Господарство
Сонінке поєднують ручне тропічне землеробство (рис, просо, арахіс, овочі) та відгінне скотарство (велика рогата худоба). Також розвинута торгівля.

Серед ремесел у сонінке поширене фарбування тканин (колір індиґо вважається типовим кольором одягу сонінке). 

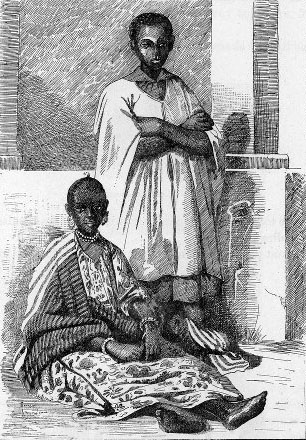
принц сонінке та його служниця, з французького видання Côte occidentale d'Afrique, 1890

 Своєю майстерністю славляться також ковалі таго (tago) і особливо теслярі сакко (sakko) і чинбарі та шевці ґаранко (garanko).
Зараз серед чоловіків-сонінке поширене відхідництво — на плантації арахісу в Сенегалі. Жінки сонінке зазвичай займаються вихованням дітей удома. Рівень еміграції зостається високим.

## Традиціна соціальна організація і суспільство
Основи соціальної організації сонінке (спадкова влада, ієрархічність суспільства, розподіл обов'язків і прав між членами общини) були закладені під час існування середньовічної імперії Гана-Ваґаду, але після її падіння зазнали деяких змін, що пояснювалося втратою провідної ролі сонінке в регіоні, зміною масштабів володінь тощо.
Найвищий щабель соціальної організації сонінке замкнувся на декількох поселеннях, якими керує тунка (tunka) — король. У його підпорядкуванні зазвичай декілька голів селищ дебеґуме (debegume від debe «селище» і gume «голова»), які відповідальні за життя общини і яким підзвітні голови родин каґуме(kagume від ka «дім» і gume).
Родина сонінке — велика. Була поширена полігінія.
З ХІІ століття сонінке ісламізуються. Спочатку роль вчителів і священиків взяла на себе особлива каста модіну (modinu), шанована у суспільстві сонінке за релігійні знання, але пізніше роль тлумачів Корану, а також вершителів судочинства закріпилася за марабутами. З XVI—XVII століть у середовищі соніке з'являються гріоти, що стають «живою пам'яттю» народа, зберігаючи сказання про славне минуле сонінке.
У суспільстві сонінке зберігаються ініціації, приурочені до ісламського обрізання у хлопчиків, також практикуються обрізання у дівчат. Значна роль знахарів — знавців народної медицини.

## Матеріальна і духовна культура

### Матеріальна культура
```
Великі родини сонінке часто займали цілий квартал, обнесений загорожою (тином).
```

Традиційне житло у сонінке — кругла, рідше прямокутна, глинобитна хатина з конічною верхівкою.
Традиційний одяг сонінке — широкі довгі сорочки (на подобі бурнуса) і штани у чоловіків; спідниці і блузи у жінок. Одяг часто картатих кольорів. Жіночий головний убір — чорна хустина.
Кухня сонінке скадалася з різноманітних каш, страв на зразок фуфу, рисових і просяних хлібців, м'ясних страв тощо. У їжу вживали сіль. Серед безалкогольних напоїв — молоко, алкогольних — пальмове вино.

### Духовна культура
У сонінке дуже багатий фольклор, представлений в тому числі епічними жанрами, зокрема історичними сказаннями, які виконують гріоти (у сонінке називаються гас(с)іри), — про імперію Ваґаду, її велич і падіння, про легендарного правителя Мама Дінґу, про чарівну гадюку Біду — покровительку сонінке. В доісламських віруваннях сакральною твариною вважалася гієна.
Музична культура сонінке також розвивається гріотами. Типово сонінкським музичним жанром є сунке (sunke) або «інтимна розмова», яку виконують на всіх святах, особистих (весіллях), релігійних тощо.

Гріот з лютнею

Найвідоміший народний музичний інструмент сонінке — гріотська трьох- або чотирьохструнна лютня ґамбаре́ (gambare), у діавара має назву ґумбалє́ (goumbale). Кожна зі струн лютні мала свою назву. Саме під акомпанемент гри на лютні гріоти виконували свої пісні, сказання, казки, легенди. Гру на лютні викрористовував під час практик також знахар. Часто гру на лютні супроводжувала гра на барабанах, що висіли під руками, і які називалися дундуґе (dunduge). Відома також лютня моло (molo), популярніша у тукулерів, — з однією струною з конячої волосини, . Музичні інструменти робили з того, що мали під рукою, — калебасів (висушених гарбузів), шкіри, переважно козячої тощо. Деякі інструменти вважалися сезонними — на них грали лише з приводу якихось подій (наприклад, на відзначення доброго врожаю), а решту часу вони зберігалися в потаємному місці.
Танцювальна культура носила здебільшого церемонійний характер.
Сонінке — ревні мусульмани і суворо додержуються мусульманських свят.

## Цікаві факти, пов'язані з сонінке
- Сонінке — народ, дивовижно схильний до еміграці. Його представники не тільки складають найбільшу етнічну меншину вихідців із Африки у Франції, а побачити і зустріти їх можна у всіх без винятку країнах Західної і Центральної Африки, але й багато сонінке було серед малійських студентів, що навчалися у колишньому СРСР. Можливо, цей потяг до мандрівок у соніке є ще одним непрямим доказом їх походження з далекої Нубії, розташованої за тисячі кілометрів від місця основного проживання. За ще неймовірнішими версіями прабатьківщина сонінке взагалі Індія.
- Люди сонінке відрізняються один від одного не стільки іменами, як прізвищами (фамільними, тобто родинними іменами). Таке родинне ім'я є настільки цінним, сакральним і недоторканним, що на відміну від західного світу жінки сонінке при одруженні не змінюють прізвищ. Завдяки цьому фамільне ім'я говорить про його володаря дуже багато — і про місце походження, і про давність роду. Таким чином розпізнання і знайомство в сонінке саме за прізвищем. А такі родинні імена, як Diawara, Camara, Sakho, Doucouré є прізвищами й історичними назвами субгруп народу сонінке водночас (див.).
- За легендами і сказаннями гріотів сонінке падіння імперії Гана-Ваґаду пояснюється розірванням угоди з покровителькою роду — чорною гадюкою Бідою.
- Назву середньовічної держави сонінке Гана було узято як назву сучасної країни Гана, де проживають переважно народи акан, що мають лише опосередковане відношення до Гани середньовічної.

## Виноски
1. ↑  Simons, Gary F. and Charles D. Fennig (eds.). 2018. Ethnologue: Languages of the World (вид. 21). Dallas, Texas: SIL International. Online version: Soninke. A language of Mali, архів оригіналу: (англ.)